# Метель (сторожевой корабль)
«Метель» — -сторожевой корабль (СКР) типа «Ураган», Тихоокеанского флота ВМФ СССР.

## История
Заложен 18 декабря 1931 года в Ленинграде. Весной 1932 года СКР «Метель» было решено направить на Дальний Восток. Все секции корабля были перевезены железной дорогой во Владивосток, СКР был перезаложен и спущен на воду в мае 1934 года. 18 сентября 1934 года на корабле поднят Военно-Морской Флаг СССР.

## Служба

### Хасанские бои (1938)
Боевое крещение получил во время боевых действий у озера Хасан. Сторожевой корабль «Метель» под командованием старшего лейтенанта М. Г. Беспалова провел из Владивостока в залив Посьета три конвоя транспортов, эвакуировал раненых, оказывал помощь экипажам сбитых в боях самолётов.
Весь экипаж СКР «Метель» был награждён почетным знаком «Участнику Хасанских боёв».

### Великая Отечественная война и Война с Японией
В годы Великой Отечественной войны входил в составе 1 отдельного дивизиона сторожевых кораблей Владивостокского морского оборонительного района Тихоокеанского флота.
Сторожевой корабль «Метель» нес дозор на подходах к главной базе Тихоокеанского флота, конвоировал через минные заграждения транспортные суда.
В 1941—1942 г. СКР «Метель» прошел капитальный ремонт.
7 декабря 1944 года командиром корабля был назначен капитан-лейтенант Балякин Леонид Николаевич.
СКР принимал участие в советско-японской войне. Входил в состав 1-го дивизиона сторожевых кораблей.
Корабль непосредственно принимал участие в Сейсинской десантной операции.
14 августа 1945 года вышел из бухты Новик острова Русский.
15 августа 1945 года в составе 2-го эшелона десанта доставил в Сейсин (Чхонджин) 13-ю бригаду морской пехоты (командир генерал-майор В. П. Трушин).
С 4:35 до 18:30 произвел обстрел берега, уничтожив прожектор и 76-мм батарею противника, разбил железнодорожный мост и бронепоезд, нанес сильные разрушения зданию вокзала и рассеял скопление пехоты противника. Потратил 75 102-мм снарядов. На протяжении дня 2 открывал огонь по самолётам врага, выпустил 200 37-мм снарядов.
Утром 16 августа 1945 года отбуксировал подорвавшийся на мине и потерявший ход транспорт «Дальстрой». Вел огонь по заводу «Мицубиси» и скоплению японских войск в районе жиркомбината. Потопил японскую шхуну с войсками.
18 августа 1945 года к 16:00 с шестью торпедными катерами (ТКА) принял 77-й батальон 13-й бригады морской пехоты — 300 человек, 6 45-мм орудий и 6 82-мм минометов. В 16:35 отряд вышел из Сейсина в Дзёсин (яп. 城津, кор. 성진, Сонджин, ныне Кимчхэк кор. 김책)
В условиях сильного тумана, определялся по береговой черте с помощью РЛС. СКР из-за малых глубин опасался подходить к причалу и высаживал десант на катера. После промера глубин кормой подошел к причалу и к 19:45 выгрузил орудия и минометы.
20-21 августа в конвое ССВК-2 вместе с 3 транспортами перешел из Сейсина во Владивосток.
За освобождения Кореи от японских захватчиков 67 матросов, старшин и офицеров корабля были представлены к правительственным наградам.
Указом Президиума Верховного Совета СССР от 14 сентября 1945 года за мужество и героизм, проявленные в борьбе с японскими милитаристами, капитан-лейтенанту Балякину Леониду Николаевичу присвоено звание Героя Советского Союза с вручением ордена Ленина и медали «Золотая Звезда» (№ 7133).После войны Л. Н. Балякин продолжил службу в ВМФ СССР. Постановлением Совета Министров СССР от 7 мая 1960 года капитану 1-го ранга Балякину Л. Н. присвоено воинское звание контр-адмирал.
26 августа 1945 года приказом Народного комиссара ВМФ СССР адмирала флота Н. Г. Кузнецова СКР «Метель» удостоен гвардейского звания.
17 сентября 1945 года гвардейский СКР «Метель» вошел в состав Отряда учебных кораблей ТОФ.
Выведен из боевого состава 30 ноября 1954 года, переклассифицирован в несамоходный учебный корабль и 30 декабря 1954 года переименован в «Тугур».
1 октября 2001 года, по инициативе гвардии главного старшины Фомичёва Юрия Александровича и ветеранов Тихоокеанского флота, приказом Главнокомандующего ВМФ России МПК-64 наименован в малый противолодочный корабль «Метель» в честь гвардейского сторожевого корабля «Метель».